# Triều đại Karađorđević
Triều đại Karađorđević (Kirin Serbia: Династија Карађорђевић, đã Latinh hoá: Dinastija Karađorđević, pl. Карађорђевићи / Karađorđevići, phát âm [karad͡ʑǒːrd͡ʑeʋit͡ɕ]) hoặc Nhà Karađorđević (Kirin Serbia: Кућа Карађорђевић, đã Latinh hoá: Kuća Karađorđević) là tên của một triều đại cai trị người Serbia bị phế truất và cựu vương thất Nam Tư.
Vương tộc được bắt đầu bởi Karađorđe Petrović (1768–1817), Veliki Vožd (Lãnh đạo tối cao) của Serbia trong Cuộc nổi dậy lần đầu tiên của người Serbia năm 1804–1813. Trong thế kỷ XIX, triều đại tương đối ngắn ngủi này được Đế quốc Nga ủng hộ và đối lập với triều đại Obrenović do Quân chủ Habsburg-Áo hỗ trợ. Hai vương tộc Karađorđević và  Obrenović sau đó đã tranh giành ngai vàng trong nhiều thế hệ.
Sau vụ ám sát Vua Alexander I của Serbia của Nhà Obrenović  vào năm 1903, Quốc hội Serbia đã chọn cháu nội trai của Karađorđe là Petar Karađorđević, lúc đó đang sống lưu vong, lên ngai vàng của Vương quốc Serbia với vương hiệu Petar I. Ông đã đăng quang hợp lệ và ngay trước khi Thế chiến thứ nhất kết thúc vào năm 1918, đại diện của ba dân tộc đã tuyên bố thành lập Vương quốc Serb, Croatia và Slovenes với Petar I là quân chủ. Năm 1929, vương quốc được đổi tên thành Nam Tư, dưới thời Alexander I, con trai của Peter I. Vào tháng 11 năm 1945, vương tộc này mất ngai vàng khi Liên đoàn Cộng sản Nam Tư nắm quyền dưới thời trị vì của Peter II.